# Władcy chmielu
Władcy chmielu (fr. Les Maîtres de l'orge) – belgijska seria komiksowa autorstwa Jeana Van Hamme (scenariusz) i Francisa Vallèsa (rysunki), opublikowana przez wydawnictwo Glénat w latach 1992–2001. Po polsku wydawnictwo Motopol – Twój Komiks opublikowało pięć pierwszych tomów serii w latach 2001–2003, a wydawnictwo Ongrys wznowiło i opublikowało ją w całości w tomach zbiorczych w latach 2019–2020.

## Fabuła
Władcy chmielu to saga rodziny Steenfortów, belgijskich piwowarów z miasta Dorp, rozgrywająca się na przestrzeni ponad 150 lat, od 1854 roku do współczesności. Bohaterem każdego z ośmiu tomów jest inny przedstawiciel rodu. Seria rozpoczyna się historią Karola Steenforta, który po śmierci matki zostaje nowicjuszem u zakonników produkujących piwo. Wkrótce ukończy 19 lat i złoży śluby. Miłość do Adrianny, dziewczyny z wioski, zmusza go do opuszczenia zakonu. Dzięki pomocy przyjaciela zakłada browar. Mimo początkowych sukcesów, porzuca Adriannę dla córki zamożnego browarnika.

## Tomy
| Tom | Tytuł i rok I wydania polskiego | Tytuł i rok I wydania oryginalnego | Uwagi |
| --- | ------------------------------- | ---------------------------------- | --- |
| 1   | Karol, 1854 (2001)              | Charles, 1854 (1992)               | Tomy wznowione po polsku w 2019 w albumie Władcy chmielu – wydanie zbiorcze tom 1.                         |
| 2   | Margrit, 1886 (2001)            | Margrit, 1886 (1993)               | Tomy wznowione po polsku w 2019 w albumie Władcy chmielu – wydanie zbiorcze tom 1.                         |
| 3   | Adrian, 1917 (2001)             | Adrien, 1917 (1994)                | Tomy wznowione po polsku w 2019 w albumie Władcy chmielu – wydanie zbiorcze tom 1.                         |
| 4   | Noel, 1932 (2002)               | Noël, 1932 (1995)                  | Tomy wznowione po polsku w 2019 w albumie Władcy chmielu – wydanie zbiorcze tom 1.                         |
| 5   | Julianna, 1950 (2003)           | Julienne, 1950 (1996)              | Tom 5. wznowiony po polsku w 2020 i wydany z tomami 6–8 w albumie Władcy chmielu – wydanie zbiorcze tom 2. |
| 6   | Jay, 1973 (2020)                | Jay, 1973 (1997)                   | Tom 5. wznowiony po polsku w 2020 i wydany z tomami 6–8 w albumie Władcy chmielu – wydanie zbiorcze tom 2. |
| 7   | Frank, 1997 (2020)              | Frank, 1997 (1998)                 | Tom 5. wznowiony po polsku w 2020 i wydany z tomami 6–8 w albumie Władcy chmielu – wydanie zbiorcze tom 2. |
| 8   | Ród Steenfortów (2020)          | Les Steenfort (2001)               | Tom 5. wznowiony po polsku w 2020 i wydany z tomami 6–8 w albumie Władcy chmielu – wydanie zbiorcze tom 2. |

## Adaptacja telewizyjna
Francuska stacja telewizyjna France 2 zaadaptowała Władców chmielu na sześcioodcinkowy serial telewizyjny pt. Les Steenfort, maîtres de l'orge, emitowany w latach 1996–1999, w Polsce wyświetlony jako Piwny smak miłości w TVP2 w 2001 roku.